# Іллінський Колдаїс
Іллінський Колдаїс (рос. Ильинский Колдаис) — присілок в Інзенському районі Ульяновської області Російської Федерації.
Населення становить 15 осіб. Входить до складу муніципального утворення Оськинське сільське поселення.

## Історія
Від 2004 року входить до складу муніципального утворення Оськинське сільське поселення.

## Населення
| 2010 |
| ---- |
| 15   |